# Concurență perfectă
Concurența perfectă este un model al teoriei economice. Acest model descrie o formă ipotetică a pieței în care nici un producător sau consumator nu are puterea de a influența prețurile de pe piață. Aceasta ar conduce la un rezultat eficient, ținând cont de definiția standard a economiei (Pareto-eficiența). Analiza piețelor perfect competitive asigură fundamentul teoriei cererii și ofertei.

## Supoziții în cazul concurenței perfecte
Concurența perfectă trebuie să îndeplinească șase parametri:
- Atomicitate -- pe o piață oarecare, există un număr mare de mici producători și consumatori, fiecare fiind însă atât de neînsemnat, încât acțiunile unuia nu au impact asupra cantităților produse sau prețurilor de vânzare ale celorlalti, firmele considerând prețul dat.
- Omogenitate -- bunurile si serviciile sunt substitute perfecte.
- Informații perfecte și informații complete -- firmele și consumatorii cunosc prețurile fixate de toate firmele.
- Acces egal la tehnologie -- toate firmele au acces la tehnologiile de producție.
- Mobilitate -- resursele (incluzând informația) sunt mobile, firmele producătoare putând părăsi piețele în care înregistrează pierderi, orientându-se spre cele profitabile.
- Intrare liberă -- orice firmă poate intra sau ieși de pe piață după bunul plac.

## Rezultatele unei piețe perfect concurențiale
Acest model este, în cele mai multe cazuri o aproximație distantă a piețelor reale, cu o posibilă excepție a anumitor piețe largi. În general există puține piețe perfect concurențiale, dacă oricare dintre condițiile de mai sus se aplică piețelor reale. de exemplu, firmele nu vor avea niciodată informații complete unele despre celelalte și vor exista întotdeauna anumite costuri de tranzacție. Într-o piață perfect concurențială va exista o eficiență alocativă și o eficiență productivă. 

Eficiența productivă apare atunci când firma produce în punctul cel mai de jos de pe curba costurilor medii totale, aceasta însemnând că bunurile nu se pot produce în nici un fel mai ieftin.

Eficiența alocativă apare atunci când prețul este egal cu costurile marginale, iar bunul este pus la dispoziția consumatorului, la cel mai mic preț posibil. Acest lucru este posibil numai atunci când există concurență perfectă.
Spre deosebire de monopol sau oligopol, unei firme îi este imposibil să obțină un profit anormal în condițiile concurenței perfecte, pe termen lung, mai precis, o firmă nu poate câștiga mai mulți bani decât este necesar pentru a-și acoperi pierderile. Dacă o firmă înregistrează profituri anormale pe termen scurt, aceasta se va comporta „ca un trăgaci“ pentru ca alte firme să nu intre pe piață. Ei se vor întrece cu prima firmă, reducând prețul pieței până când toate firmele vor obține profituri normale.

## Exemplu de concurență perfectă
Se spune că agricultura, cu un număr mare de ofertanți, o cerere relativ inelastică și produse aproape perfect substituibile, este o aproximare a modelului concurenței perfecte. Acest lucru poate fi adevărat în anumite locuri și perioade istorice, dar nu este adevărat în cazul economiilor moderne. 
De exemplu, pe piața globală a agriculturii, agricultorilor europeni sau americani li se oferă subvenții, iar aceștia își exportă produsele la prețuri de dumping, prețuri sub costurile de producție. Orice formă de intervenție guvernamentală, cum ar fi subvențiile, deformează piața, ceea ce duce la dispariția concurenței perfecte.
Concurența perfectă este o teorie absolută, deoarece nu există exemple de piață perfect competitivă.